# Cardamine ovata
Cardamine ovata är en korsblommig växtart som beskrevs av George Bentham. Cardamine ovata ingår i släktet bräsmor, och familjen korsblommiga växter. Inga underarter finns listade i Catalogue of Life.